# Javier Gómez de la Serna y Laguna
Francisco Javier Gómez de la Serna y Laguna (15 de noviembre de 1862 - Madrid, 25 de febrero de 1922) fue un abogado y político español, encuadrado en el Partido Liberal.

## Biografía
Su tío abuelo fue el jurista Pedro Gómez de la Serna, presidente del Tribunal Supremo, próximo políticamente al general Baldomero Espartero. Se licenció en Derecho y obtuvo por oposición un puesto en el Ministerio de Ultramar. Durante la guerra colonial, fue jefe de política, y estuvo implicado en proyectos y reglamentos del régimen autonómico, que finalmente no llegaron a aplicarse. Militó en las filas del Partido Liberal, primero como seguidor de Sagasta y, después, de Canalejas. Con esa adscripción, resultó elegido diputado por el distrito de Hinojosa del Duque en las elecciones de 1898, 1901, 1905 y 1910. En 1899 estuvo destinado en Frechilla, como registrador de la propiedad. Antonio Maura le encomendó la reforma hipotecaria y su actualización en el Código Civil. En 1905 fue designado director general de Registros y del Notariado, siendo reelegido en 1909. Desde ese cargo, realizó destacadas reformas y comenzó a editar sus Anuarios legislativos y estadísticos, Datos para el estudio de la propiedad inmueble y la Colección de disposiciones y jurisprudencia de la Dirección. Y en 1915 publicó un bien documentado estudio titulado España y sus problemas.
Fue también un notable abogado de Madrid y llegó a ostentar el cargo de vicepresidente de la Academia de Jurisprudencia.
Falleció en Madrid el 25 de febrero de 1922, sin haber cumplido los sesenta años.
Fue padre del escritor Ramón Gómez de la Serna y del traductor y editor Julio Gómez de la Serna.

## Obras
- Con la primera pluma (1888), verso y prosa
- España y sus problemas (1915), ensayo